# Villa Rustica (Zimmerhof)

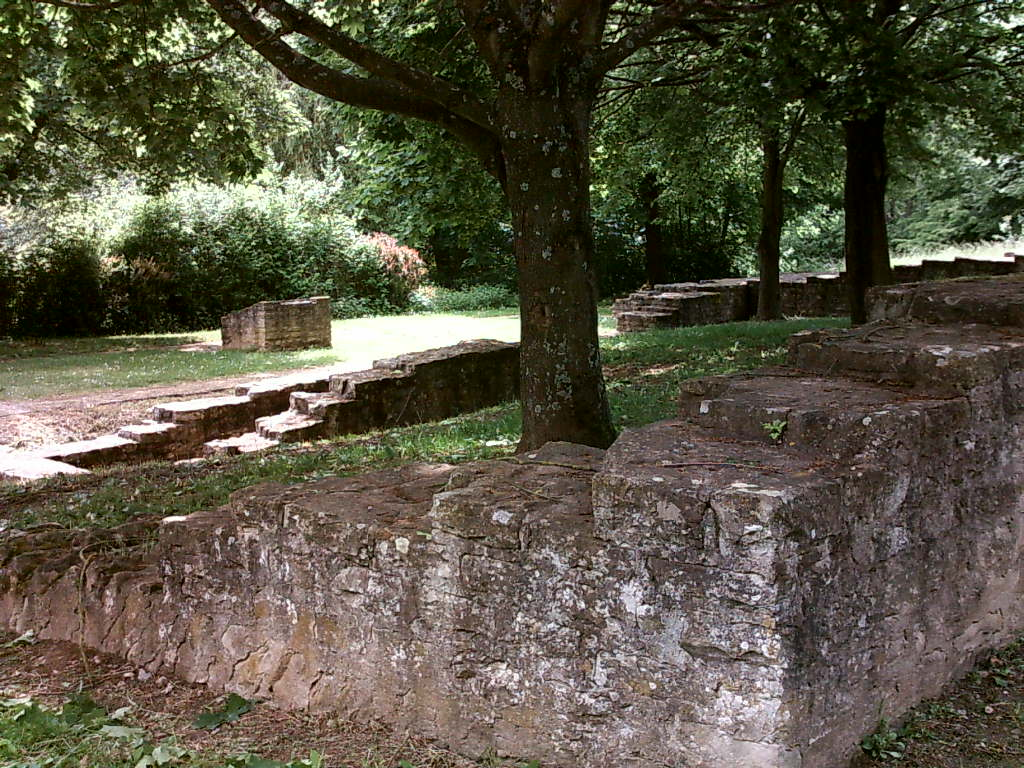
Villa rustica bei Zimmerhof von Osten

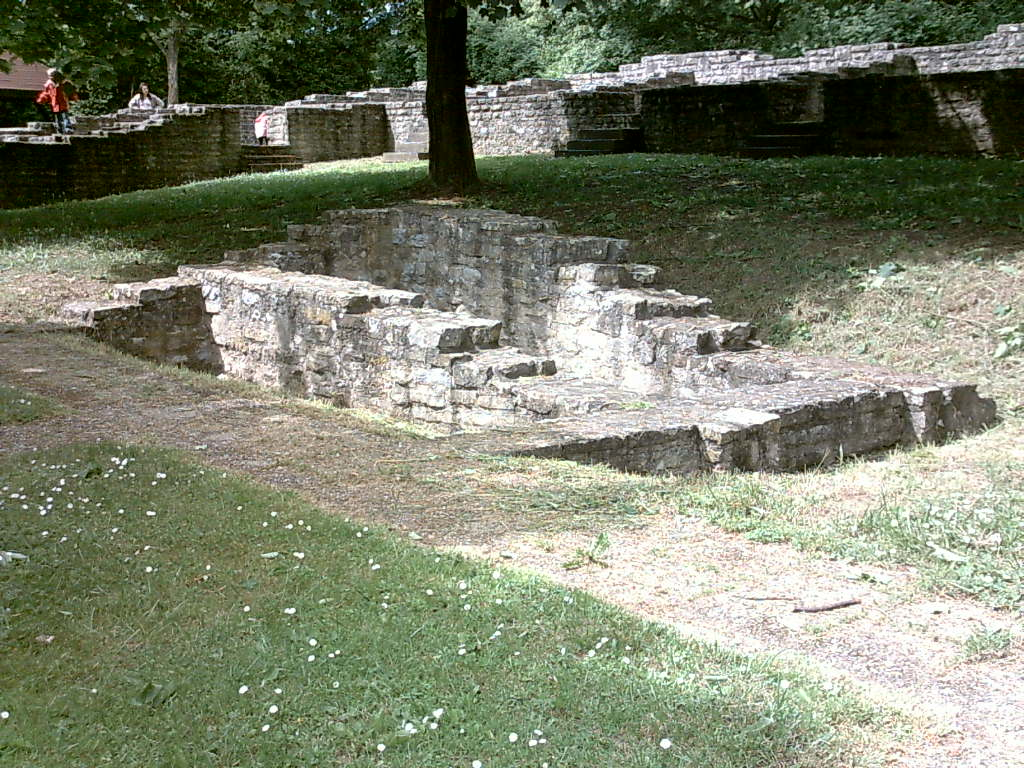
Villa rustica von Süden

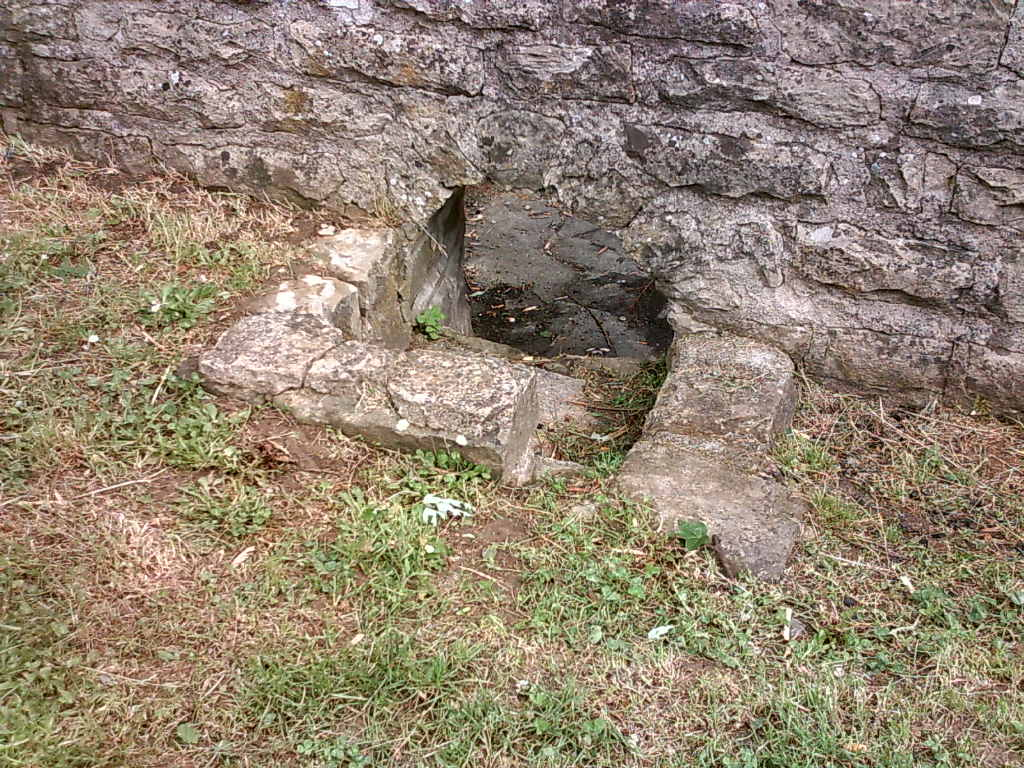
Blick durch den Lichtschacht in den Kellerraum

Die Villa rustica am Römersee bei Zimmerhof, einem Ortsteil von Bad Rappenau im Landkreis Heilbronn im nördlichen Baden-Württemberg, war zur Zeit des Römischen Reichs ein Gutshof (eine villa rustica). Vom Hauptgebäude des Gutshofs sind Reste der Fundamentmauern erhalten, die teilweise ergänzt wurden.

## Geschichte
Der Gutshof wurde vermutlich in der zweiten Hälfte des zweiten oder zu Beginn des dritten Jahrhunderts n. Chr. erbaut. Die Überreste seines Hauptgebäudes wurden 1971 entdeckt und 1972 vom Landesdenkmalamt Baden-Württemberg vollständig ausgegraben, da sie einer Flurbereinigung zum Opfer fallen sollten. Nach der Ausgrabung entschieden die Stadt Bad Rappenau und das Flurbereinigungsamt Sinsheim, das Gebäude stattdessen zu restaurieren. Das Gelände ist seitdem für Besucher frei zugänglich.

## Anlage
Das an den Südhang des Jungfrauenberges gebaute Hauptgebäude des Gutshofs war rechteckig um einen Innenhof angelegt. Im Westteil des Innenhofes wurde ein innerer Säulengang (Peristyl) nachgewiesen. Ein Keller mit Lehmboden befand sich im Nordwesten, im Osten schloss sich ein kleiner rechteckiger Anbau mit Herdstelle und Abflussrinne an, der als Küche diente. Ein zweiter Anbau im Südosten beherbergte den Feuerungsraum einer Bodenheizung (Hypokaustum). Weitere einfach ausgestattete Wirtschaftsräume befanden sich im Ost- und Nordtrakt des Gebäudes sowie im Südosten des Innenhofs. Im Südtrakt, der wegen der Hanglage 3,3 m unter dem Niveau des Nordtraktes liegt, befanden sich repräsentative, farbig verputzte Wohnräume, darunter eine heizbare, 16 × 4 m große Halle. Einfachere Wohnräume ohne Heizung und mit einfacherem Putz fanden sich im West- und Nordtrakt.
Der Nord- und Westtrakt, besonders der Keller im Nordwesten, hatten sich am besten erhalten. Sie wurden daher restauriert und mit neuen Estrichböden versehen. Süd- und Osttrakt des Gebäudes sowie die Anbauten im Osten und Südosten sind seit der Restaurierung durch Steinplatten angedeutet.